# Gonanticlea novellata
Gonanticlea novellata là một loài bướm đêm trong họ Geometridae.